# أربيان هاوسنخت
أربيان هاوسنخت (الاسم العلمي: Anthemis haussknechtii) هو نوع نباتي يتبع جنس الأربيان من الفصيلة النجمية.

## الموئل والانتشار
في بلاد الشام وتركيا وجنوب القوقاز.